# Vincenzo Zappalà
Vincenzo Zappalà (n. 1945, Savona, Liguria, Italia) este un astronom italian.

## Biografie
Vincenzo Zappalà a descoperit 9 asteroizi (dintre care 3 cu un codescoperitor), iar asteroidul 2813 Zappalà îi poartă numele.

## Lista asteroizilor descoperiți de Vincenzo Zappalà
| 4478 Blanco[1]       | 23 aprilie 1984 |
| 5802 Casteldelpiano  | 27 aprilie 1984 |
| 6289 Lanusei[1]      | 28 aprilie 1984 |
| 7459 Gilbertofranco  | 28 aprilie 1984 |
| 9009 Tirso           | 23 aprilie 1984 |
| 9010 Candelo         | 27 aprilie 1984 |
| 10038 Tanaro         | 28 aprilie 1984 |
| 11476 Stefanosimoni  | 23 aprilie 1984 |
| 17357 Lucataliano[2] | 23 august 1978  |
| 1. 2.                |                 |

## Legături externe
- en  Lista alfabetică a descoperitorilor de asteroizi, publicată de Minor Planet Center
- it  Interviu cu Vincenzo Zappalà (partea I)
- it  Interviu cu Vincenzo Zappalà (partea a II-a)